# Kinga Borowska
Kinga Borowska (ur. 12 grudnia 1986 w Łodzi) – polska śpiewaczka operowa (mezzosopran).
Absolwentka Akademii Muzycznej im. Grażyny i Kiejstuta Bacewiczów w Łodzi (klasa prof. Grażyny Krajewskiej-Ambroziak, dyplom z wyróżnieniem). Kształciła się również w studiu operowym Chapelle Musicale Reine Elisabeth w Waterloo m.in. u Jose Van Dama i Jocelyne Dienst. Debiutowała w 2011 na scenie opery La Monnaie w Brukseli jako Kobieta Tebańska w Edypie Georga Enescu. Laureatka międzynarodowych konkursów wokalnych. Doktorantka na Akademii Muzycznej w Łodzi.

## Nagrody i wyróżnienia
- 2013: II nagroda na XV Międzynarodowym Konkursie Sztuki Wokalnej im. Ady Sari w Nowym Sączu[2]
- 2016: finalistka IX Międzynarodowego Konkursu Wokalnego im. Stanisława Moniuszki w Warszawie[3]
- 2017: nagroda specjalna na 51. Międzynarodowym Konkursie Wokalnym w 's-Hertogenbosch[4]